# Rajeev Ram
Rajeev Ram (ur. 18 marca 1984 w Denver) – amerykański tenisista pochodzenia hinduskiego, reprezentant Stanów Zjednoczonych w Pucharze Davisa, srebrny medalista igrzysk olimpijskich w Rio de Janeiro (2016) w grze mieszanej oraz igrzysk olimpijskich w Paryżu (2024) w grze podwójnej, zwycięzca Australian Open 2020 oraz US Open 2021, 2022 i 2023 w grze podwójnej, a także Australian Open 2019 i 2021 w grze mieszanej, lider rankingu ATP deblistów.

## Kariera tenisowa
Karierę tenisową rozpoczął w roku 2004.
Wygrywał turnieje z serii ITF Futures i ATP Challenger Tour. W turniejach rangi ATP Tour odniósł dwa zwycięstwa, oba w Newport na nawierzchni trawiastej, w 2009 i 2015 roku. W pierwszym z nich, jako szczęśliwy przegrany doszedł do finału, w którym pokonał Sama Querreya 6:7(3), 7:5, 6:3, w drugim wygrał z Ivo Karloviciem 7:6(5), 5:7, 7:6(2). Ponadto w lutym 2016 został finalistą rozgrywek w Delray Beach.
W grze podwójnej Ram odniósł trzydzieści jeden triumfów w turniejach ATP Tour z pięćdziesięciu pięciu rozegranych finałów.
W 2020 roku awansował do finału zawodów gry podwójnej podczas Australian Open. Razem z partnerującym mu Joem Salisburym w meczu mistrzowskim wygrali z deblem Max Purcell–Luke Saville wynikiem 6:4, 6:2. Rok później ponownie osiągnęli finał, lecz tym razem przegrali z Ivanem Dodigiem i Filipem Poláškiem 3:6, 4:6. Ten sam debel triumfował również w finale US Open w 2021 roku, tym razem pokonując 3:6, 6:2, 6:2 Jamiego Murraya i Bruno Soaresa. Rok później para obroniła tytuł w US Open, wygrywając w ostatnim spotkaniu 7:6(4), 7:5 z Wesleyem Koolhofem i Nealem Skupskim. W tym samym roku z Salisburym zwyciężyli w ATP Finals, pokonując w meczu finałowym duet Nikola Mektić–Mate Pavić 7:6(4), 6:4. W 2023 roku amerykańsko-brytyjski debel ponownie obronili tytuł w US Open, tym razem pokonując w spotkaniu mistrzowskim Rohana Bopannę i Matthew Ebdena 2:6, 6:3, 6:4, a także w Turynie podczas ATP Finals, gdzie wygrali w meczu finałowym z duetem Marcel Granollers–Horacio Zeballos 6:3, 6:4. W 2024 roku wystąpił na igrzyskach olimpijskich w Paryżu w deblu, w którym razem z Austinem Krajickiem zdobyli srebrny medal, przegrywając w finale z Matthew Ebdenem i Johnem Peersem 7:6(6), 6:7(1), 8–10.
W grze mieszanej Ram jest zdobywcą srebrnego medalu igrzysk olimpijskich w Rio de Janeiro (2016), w których startował wspólnie z Venus Williams. We wrześniu 2016 roku został finalistą US Open, partnerując Coco Vandeweghe. W 2019 roku razem z Barborą Krejčíkovą zwyciężył podczas Australian Open. Dwa lata później, ponownie z Krejčíkovą, odniósł kolejny triumf na kortach Australian Open.
Od listopada 2021 roku reprezentant Stanów Zjednoczonych w Pucharze Davisa.
Najwyżej sklasyfikowany w rankingu singlistów był 18 kwietnia 2016 roku na 56. miejscu. 3 października 2022 roku został liderem rankingu światowego w grze podwójnej, a zarazem najstarszym zawodnikiem, który po raz pierwszy objął prowadzenie w tym zestawieniu.

### Finały w turniejach ATP Tour
| Legenda                                      |
| -------------------------------------------- |
| Wielki Szlem                                 |
| Igrzyska olimpijskie                         |
| Tennis Masters Cup / ATP Finals              |
| ATP Masters Series / ATP Tour Masters 1000   |
| ATP International Series Gold / ATP Tour 500 |
| ATP International Series / ATP Tour 250      |

#### Gra pojedyncza (2–1)
| Końcowy wynik | Nr | Data           | Turniej      | Nawierzchnia | Przeciwnik   | Wynik finału        |
| ------------- | -- | -------------- | ------------ | ------------ | ------------ | ------------------- |
| Zwycięzca     | 1. | 12 lipca 2009  | Newport      | Trawiasta    | Sam Querrey  | 6:7(3), 7:5, 6:3    |
| Zwycięzca     | 2. | 19 lipca 2015  | Newport      | Trawiasta    | Ivo Karlović | 7:6(5), 5:7, 7:6(2) |
| Finalista     | 1. | 21 lutego 2016 | Delray Beach | Twarda       | Sam Querrey  | 4:6, 6:7(6)         |

#### Gra podwójna (31–24)
| Końcowy wynik | Nr  | Data                 | Turniej                    | Nawierzchnia  | Partner              | Przeciwnicy                             | Wynik finału         |
| ------------- | --- | -------------------- | -------------------------- | ------------- | -------------------- | --------------------------------------- | -------------------- |
| Finalista     | 1.  | 28 sierpnia 2005     | New Haven                  | Twarda        | Bobby Reynolds       | Gastón Etlis Martín Rodríguez           | 4:6, 3:6             |
| Zwycięzca     | 1.  | 11 stycznia 2009     | Ćennaj                     | Twarda        | Eric Butorac         | Jean-Claude Scherrer Stan Wawrinka      | 6:3, 6:4             |
| Zwycięzca     | 2.  | 12 lipca 2009        | Newport                    | Trawiasta     | Jordan Kerr          | Michael Kohlmann Rogier Wassen          | 6:7(6), 7:6(7), 10–6 |
| Zwycięzca     | 3.  | 4 października 2009  | Bangkok                    | Twarda (hala) | Eric Butorac         | Guillermo García-López Mischa Zverev    | 7:6(4), 6:3          |
| Zwycięzca     | 4.  | 25 lipca 2010        | Atlanta                    | Twarda        | Scott Lipsky         | Rohan Bopanna Kristof Vliegen           | 6:3, 6:7(4), 12–10   |
| Finalista     | 2.  | 6 lutego 2011        | Johannesburg               | Twarda        | Scott Lipsky         | James Cerretani Adil Shamasdin          | 3:6, 6:3, 7–10       |
| Zwycięzca     | 5.  | 13 lutego 2011       | San José                   | Twarda (hala) | Scott Lipsky         | Alejandro Falla Xavier Malisse          | 6:4, 4:6, 10–8       |
| Zwycięzca     | 6.  | 27 lutego 2011       | Delray Beach               | Twarda        | Scott Lipsky         | Christopher Kas Alexander Peya          | 4:6, 6:4, 10–3       |
| Zwycięzca     | 7.  | 23 września 2012     | Petersburg                 | Twarda (hala) | Nenad Zimonjić       | Lukáš Lacko Igor Zelenay                | 6:2, 4:6, 10–6       |
| Finalista     | 3.  | 13 lipca 2014        | Newport                    | Trawiasta     | Jonatan Erlich       | Chris Guccione Lleyton Hewitt           | 5:7, 4:6             |
| Zwycięzca     | 8.  | 21 czerwca 2015      | Halle                      | Trawiasta     | Raven Klaasen        | Rohan Bopanna Florin Mergea             | 7:6(5), 6:2          |
| Finalista     | 4.  | 4 października 2015  | Kuala Lumpur               | Twarda (hala) | Raven Klaasen        | Treat Huey Henri Kontinen               | 6:7(4), 2:6          |
| Finalista     | 5.  | 2 kwietnia 2016      | Miami                      | Twarda        | Raven Klaasen        | Pierre-Hugues Herbert Nicolas Mahut     | 7:5, 1:6, 7–10       |
| Finalista     | 6.  | 21 maja 2016         | Genewa                     | Ceglana       | Raven Klaasen        | Steve Johnson Sam Querrey               | 4:6, 1:6             |
| Zwycięzca     | 9.  | 19 czerwca 2016      | Halle                      | Trawiasta     | Raven Klaasen        | Łukasz Kubot Alexander Peya             | 7:6(5), 6:2          |
| Zwycięzca     | 10. | 2 października 2016  | Chengdu                    | Twarda        | Raven Klaasen        | Pablo Carreño-Busta Mariusz Fyrstenberg | 7:6(2), 7:5          |
| Finalista     | 7.  | 9 października 2016  | Tokio                      | Twarda        | Raven Klaasen        | Marcel Granollers Marcin Matkowski      | 2:6, 6:7(4)          |
| Finalista     | 8.  | 20 listopada 2016    | Londyn                     | Twarda (hala) | Raven Klaasen        | Henri Kontinen John Peers               | 6:2, 1:6, 8–10       |
| Zwycięzca     | 11. | 26 lutego 2017       | Delray Beach               | Twarda        | Raven Klaasen        | Treat Huey Maks Mirny                   | 7:5, 7:5             |
| Zwycięzca     | 12. | 18 marca 2017        | Indian Wells               | Twarda        | Raven Klaasen        | Łukasz Kubot Marcelo Melo               | 6:7(1), 6:4, 10–8    |
| Finalista     | 9.  | 18 czerwca 2017      | ’s-Hertogenbosch           | Trawiasta     | Raven Klaasen        | Łukasz Kubot Marcelo Melo               | 3:6, 4:6             |
| Zwycięzca     | 13. | 23 lipca 2017        | Newport                    | Trawiasta     | Aisam-ul-Haq Qureshi | Matt Reid John-Patrick Smith            | 6:4, 4:6, 10–7       |
| Zwycięzca     | 14. | 1 października 2017  | Shenzhen                   | Twarda        | Alexander Peya       | Nikola Mektić Nicholas Monroe           | 6:3, 6:2             |
| Zwycięzca     | 15. | 6 maja 2018          | Monachium                  | Ceglana       | Ivan Dodig           | Nikola Mektić Alexander Peya            | 6:3, 7:5             |
| Finalista     | 10. | 26 maja 2018         | Genewa                     | Ceglana       | Ivan Dodig           | Oliver Marach Mate Pavić                | 6:3, 6:7(3), 9–11    |
| Finalista     | 11. | 29 lipca 2018        | Atlanta                    | Twarda        | Ryan Harrison        | Nicholas Monroe John-Patrick Smith      | 6:3, 6:7(5), 8–10    |
| Finalista     | 12. | 30 września 2018     | Shenzhen                   | Twarda        | Robert Lindstedt     | Ben McLachlan Joe Salisbury             | 6:7(5), 6:7(4)       |
| Zwycięzca     | 16. | 21 października 2018 | Moskwa                     | Twarda (hala) | Austin Krajicek      | Maks Mirny Philipp Oswald               | 7:6(4), 6:4          |
| Zwycięzca     | 17. | 4 listopada 2018     | Paryż                      | Twarda (hala) | Marcel Granollers    | Jean-Julien Rojer Horia Tecău           | 6:4, 6:4             |
| Finalista     | 13. | 6 stycznia 2019      | Brisbane                   | Twarda        | Joe Salisbury        | Marcus Daniell Wesley Koolhof           | 4:6, 6:7(6)          |
| Zwycięzca     | 18. | 2 marca 2019         | Dubaj                      | Twarda        | Joe Salisbury        | Ben McLachlan Jan-Lennard Struff        | 7:6(4), 6:3          |
| Finalista     | 14. | 23 czerwca 2019      | Londyn                     | Trawiasta     | Joe Salisbury        | Feliciano López Andy Murray             | 6:7(6), 7:5, 5–10    |
| Finalista     | 15. | 20 października 2019 | Antwerpia                  | Twarda (hala) | Joe Salisbury        | Kevin Krawietz Andreas Mies             | 6:7(1), 3:6          |
| Zwycięzca     | 19. | 27 października 2019 | Wiedeń                     | Twarda (hala) | Joe Salisbury        | Łukasz Kubot Marcelo Melo               | 6:4, 6:7(5), 10–5    |
| Zwycięzca     | 20. | 2 lutego 2020        | Australian Open, Melbourne | Twarda        | Joe Salisbury        | Max Purcell Luke Saville                | 6:4, 6:2             |
| Finalista     | 16. | 21 lutego 2021       | Australian Open, Melbourne | Twarda        | Joe Salisbury        | Ivan Dodig Filip Polášek                | 3:6, 4:6             |
| Finalista     | 17. | 16 maja 2021         | Rzym                       | Ceglana       | Joe Salisbury        | Nikola Mektić Mate Pavić                | 4:6, 6:7(4)          |
| Finalista     | 18. | 25 czerwca 2021      | Eastbourne                 | Trawiasta     | Joe Salisbury        | Nikola Mektić Mate Pavić                | 4:6, 3:6             |
| Zwycięzca     | 21. | 15 sierpnia 2021     | Toronto                    | Twarda        | Joe Salisbury        | Nikola Mektić Mate Pavić                | 6:3, 4:6, 10–3       |
| Zwycięzca     | 22. | 10 września 2021     | US Open, Nowy Jork         | Twarda        | Joe Salisbury        | Jamie Murray Bruno Soares               | 3:6, 6:2, 6:2        |
| Finalista     | 19. | 31 października 2021 | Eastbourne                 | Twarda (hala) | Joe Salisbury        | Juan Sebastián Cabal Robert Farah       | 4:6, 2:6             |
| Finalista     | 20. | 21 listopada 2021    | Turyn                      | Twarda (hala) | Joe Salisbury        | Pierre-Hugues Herbert Nicolas Mahut     | 4:6, 6:7(0)          |
| Zwycięzca     | 23. | 17 kwietnia 2022     | Monte Carlo                | Ceglana       | Joe Salisbury        | Juan Sebastián Cabal Robert Farah       | 6:4, 3:6, 10–7       |
| Zwycięzca     | 24. | 21 sierpnia 2022     | Cincinnati                 | Twarda        | Joe Salisbury        | Tim Pütz Michael Venus                  | 7:6(4), 7:6(5)       |
| Zwycięzca     | 25. | 9 września 2022      | US Open, Nowy Jork         | Twarda        | Joe Salisbury        | Wesley Koolhof Neal Skupski             | 7:6(4), 7:5          |
| Zwycięzca     | 26. | 20 listopada 2022    | Turyn                      | Twarda (hala) | Joe Salisbury        | Nikola Mektić Mate Pavić                | 7:6(4), 6:4          |
| Zwycięzca     | 27. | 27 maja 2023         | Lyon                       | Ceglana       | Joe Salisbury        | Nicolas Mahut Matwé Middelkoop          | 6:0, 6:3             |
| Finalista     | 21. | 13 sierpnia 2023     | Toronto                    | Twarda        | Joe Salisbury        | Marcelo Arévalo Jean-Julien Rojer       | 3:6, 1:6             |
| Zwycięzca     | 28. | 8 września 2023      | US Open, Nowy Jork         | Twarda        | Joe Salisbury        | Rohan Bopanna Matthew Ebden             | 2:6, 6:3, 6:4        |
| Zwycięzca     | 29. | 29 października 2023 | Wiedeń                     | Twarda (hala) | Joe Salisbury        | Nathaniel Lammons Jackson Withrow       | 6:4, 5:7, 12–10      |
| Zwycięzca     | 30. | 19 listopada 2023    | Turyn                      | Twarda (hala) | Joe Salisbury        | Marcel Granollers Horacio Zeballos      | 6:3, 6:4             |
| Zwycięzca     | 31. | 13 stycznia 2024     | Adelaide                   | Twarda        | Joe Salisbury        | Rohan Bopanna Matthew Ebden             | 7:5, 5:7, 11–9       |
| Finalista     | 22. | 3 sierpnia 2024      | Paryż                      | Ceglana       | Austin Krajicek      | Matthew Ebden John Peers                | 7:6(6), 6:7(1), 8–10 |
| Finalista     | 23. | 12 sierpnia 2024     | Montreal                   | Twarda        | Joe Salisbury        | Marcel Granollers Horacio Zeballos      | 2:6, 6:7(4)          |
| Finalista     | 24. | 11 stycznia 2025     | Auckland                   | Twarda        | Christian Harrison   | Nikola Mektić Michael Venus             | walkower             |

#### Gra mieszana (2–2)
| Końcowy wynik | Nr | Data             | Turniej                    | Nawierzchnia | Partnerka          | Przeciwnicy                     | Wynik finału      |
| ------------- | -- | ---------------- | -------------------------- | ------------ | ------------------ | ------------------------------- | ----------------- |
| Finalista     | 1. | 14 sierpnia 2016 | Rio de Janeiro             | Twarda       | Venus Williams     | Bethanie Mattek-Sands Jack Sock | 7:6(3), 1:6, 7–10 |
| Finalista     | 2. | 9 września 2016  | US Open, Nowy Jork         | Twarda       | Coco Vandeweghe    | Laura Siegemund Mate Pavić      | 4:6, 4:6          |
| Zwycięzca     | 1. | 26 stycznia 2019 | Australian Open, Melbourne | Twarda       | Barbora Krejčíková | Astra Sharma John-Patrick Smith | 7:6(3), 6:1       |
| Zwycięzca     | 2. | 20 lutego 2021   | Australian Open, Melbourne | Twarda       | Barbora Krejčíková | Samantha Stosur Matthew Ebden   | 6:1, 6:4          |